# Mintonia protuberans
Mintonia protuberans är en spindelart som beskrevs av Fred R. Wanless 1984. Mintonia protuberans ingår i släktet Mintonia och familjen hoppspindlar. Inga underarter finns listade i Catalogue of Life.